# Rizartrosi
La rizoartrosi o artrosi trapezio-metacarpale è l'artrosi che colpisce l'articolazione carpo-metacarpale della mano. La malattia è degenerativa della cartilagine articolare con conseguente compromissione del movimento delle due ossa interessate a livello articolare e insorgenza di dolore; con l'avanzare della malattia il dolore è più accentuato in corso di movimento ma può comparire anche a riposo. Il dolore è localizzato a livello della base del 1º dito della mano (pollice), ed è evocabile con la palpazione della zona interessata. Il paziente non riesce a fare la pinza con il pollice e l'indice causa il dolore.

## Diagnosi
La diagnosi è clinica ovvero mediante visita medica specialistica ortopedica, e può essere confermata con l'esame radiografico mirato dell'articolazione trapezio-metacarpale.

## Terapia
La terapia prevede di mantenere a riposo l'articolazione mediante tutori appositi, inoltre trattamento con farmaci antinfiammatori non steroidei (FANS) per via generale a pieno dosaggio per un periodo di tempo adeguato. È possibile anche la terapia infiltrativa intrarticolare, con corticosteroidi, che sono potenti antinfiammatori. Inoltre è spesso attuata anche la terapia fisica strumentale (ultrasuoni, ionoforesi, ecc.). Raramente vi è l'indicazione al trattamento chirurgico mediante intervento di artroplastica in sospensione. La terapia farmacologica (FANS) dà scarsi risultati e inoltre può essere lesiva alla mucosa gastrica; diversamente la terapia conservativa con il tutore ergonomico (Rizosplint) permette di mantenere la funzione del pollice lasciando libero il polso. Di recente introduzione è la crioterapia localizzata intensiva (-100°C), che abbatte lo stato flogistico ed induce la riattivazione della riserva delle cartilagini lesionate dal processo artrosico. Già molto praticata è l'artroplastica della testa del metacarpo con interposizione di un disco protesico di piro-carbonio: l'intervento è elettivo su pazienti non oltre il 3º grado di artrosi.